# Mikroregion Jesenicko
Mikroregion Jesenicko je právnická osoba v okresu Jeseník, jeho sídlem je Jeseník a jeho cílem je ochrana a prosazování svých společenských zájmů, především pak vzájemná spolupráce a koordinovaný postup při komplexním rozvoji a výkonu samostat. působnosti obcí. Sdružuje celkem 5 obcí a byl založen v roce 2002.

## Obce sdružené v mikroregionu
- Bělá pod Pradědem
- Česká Ves
- Jeseník
- Lipová-lázně
- Ostružná